# NGC 5627
NGC 5627 (również PGC 51705 lub UGC 9280) – galaktyka soczewkowata (S0), znajdująca się w gwiazdozbiorze Wolarza. Odkrył ją John Herschel 4 kwietnia 1831 roku.